# Isosaari (ö i Finland, Norra Österbotten, Uleåborg, lat 65,05, long 26,20)
Isosaari är en ö i Finland. Den ligger i Kiminge älv och i kommunen Uleåborg i den ekonomiska regionen  Uleåborgs ekonomiska region  och landskapet Norra Österbotten, i den centrala delen av landet, 500 km norr om huvudstaden Helsingfors. Öns area är 9,5 hektar och dess största längd är 0,5 kilometer i sydväst-nordöstlig riktning.